# De Nederlandsche Bank
A De Nederlandsche Bank (DNB, magyarul: A Holland Nemzeti Bank) Hollandia központi bankja, az ország korábbi hivatalos pénznemének, a forintnak az egyedüli kibocsátója. A bank a Központi Bankok Európai Rendszerének tagja. Az DNB Hollandia monetáris és gazdaságpolitikájának alakításában segédkezik. A bank részvénytársasági formában működik.